# George E. Palade
George Emil Palade (født 19. november 1912, død 7. oktober 2008) var en rumænsk cytolog. Han modtog Nobelprisen i fysiologi eller medicin i 1974.